# Baby Jane
Baby Jane är en roman av den finländska författaren Sofi Oksanen, utgiven 2005. Den utkom på svenska, i översättning av Janina Orlov, 2008. Baby Jane har översatts till minst fyra språk: franska, svenska, norska och estniska.
Namnet Baby Jane är taget från Bette Davis-filmen Vad hände med Baby Jane?.

## Handling
Handlingen utspelar sig i Helsingfors 1995–2002.
Romanens namnlösa berättarjag flyttar till Helsingfors och träffar där den tio år äldre Piki. De inleder snart en relation.
Tillsammans lever de båda ett extravagant liv, med dyra drinkar och taxiresor. Detta leverne leder till ekonomiska bekymmer. För att råda bot på situationen startas ett postorderföretag, med inriktning på att sälja begagnade underkläder och strumpbyxor, företrädesvis till män. Branschen visar sig vara lukrativ och utgör snart en stadigvarande inkomst för paret.
Berättarjaget inser snart att Piki inte lever ett normalt liv. Hon går aldrig ut dagtid och äter medicin på grund av sin psykiska ohälsa. Efterhand uppdagas det att Pikis ex-flickvän, Bossa, är den som sköter Pikis vardagliga sysslor. Genom att göra detta har Bossa god insyn i Pikis liv, trots att de båda inte är ett par längre. Berättarjaget upplever att hon stängs ute från Pikis liv till förmån för Bossa, något som irriterar berättarjaget och leder till konflikter mellan henne och Piki.
Berättarjaget inleder en relation med en man, Joonathan. Otrohetsaffären uppdagas när Piki upptäcker ett blåmärke på berättarjagets stjärt. Affären blir inledningen till parets separation.
Romanen har ett så kallat öppet slut, där det inte explicit framgår vad som sker. Klart är dock att Piki dör och att berättarjaget hamnar i fängelse.

## Personer (urval)
- Berättarjaget - romanens namnlösa berättarjag och tillika protagonist. Hon inleder en relation med bokens andra protagonist, Piki, och vartefter handlingen fortlöper även med Joonathan. Berättarjaget lider av psykisk sjukdom.
- Piki - romanens andra protagonist och tillika berättarjagets flickvän. Piki är ett känt ansikte i Helsingfors gaykultur och tillbringar åtskilliga nätter på stadens gayklubbar. Hon lider av en psykisk störning som gör att hon inte kan gå ut på dagtid. För att hennes liv ska fungera tar hon hjälp av sin exflickvän, Bossa, som sköter alla hennes vardagliga sysslor som kräver att hon lämnar hemmet.
- Bossa - Pikis exflickvän. Hjälper Piki med hennes vardagliga sysslor. Har en fientlig inställning till berättarjaget och hennes relation till Piki.
- Joonathan - berättarjagets pojkvän. Berättarjaget inleder en otrohetsaffär med honom som sedermera resulterar att hon och Piki gör slut.

## Berättarteknik
Boken har en anakronistisk tidsföljd, med vilket menas att den inte följer en kronologisk tidsaxel. Istället hoppar handlingen i tid. Detta blir tydligt inte minst när läsaren får veta att berättarjaget träffat och lever ihop med en annan, vilket informeras om innan Piki och berättarjaget separerar.  
Anmärkningsvärt är även att bokens berättarröst också är en person i boken. Detta gör att vi kan klassificera berättarrösten som homodiegetisk.

## Intertextuella referenser
- Courtney Loves låtar "Sunset Strip" och "Dying".
- Madonnas låt "True Blue".
- Joy Divisions låt "Love Will Tear Us Apart".
- Marianne Faithfulls låt "Ballad of Lucy Jordan".
- Marc Almonds låt "A Lover Spurned".

## Mottagande
Baby Jane fick ett gott mottagande när den kom, såväl i Sverige som i Finland. Norrköpings Tidningar skrev följande: "Oksanens prosa är effektiv och eldfängd. Visst känns slutet övermåttan spektakulärt, men det kan man ta i en sådan här blodigt passionerad och brutalt konfronterande roman som utan omplåstrande pardon river upp såriga frågeställningar." Bokhora.se berömde romanens språkliga och tematiska djärvhet och uttryckte fascination över karaktären Piki.
Baby Jane har kritiserats för att vara för våldsam. Oksanen själv menar att kritiken varit så hård eftersom romanen behandlar homosexuell kärlek: "Många har undrat varför den måste vara så våldsam, kritiserat den för det på ett sätt som man inte skulle göra om den handlat om ett heterosexuellt förhållande."